# Poisson pané
 (janvier 2016).
Si vous disposez d'ouvrages ou d'articles de référence ou si vous connaissez des sites web de qualité traitant du thème abordé ici, merci de compléter l'article en donnant les références utiles à sa vérifiabilité et en les liant à la section « Notes et références ».

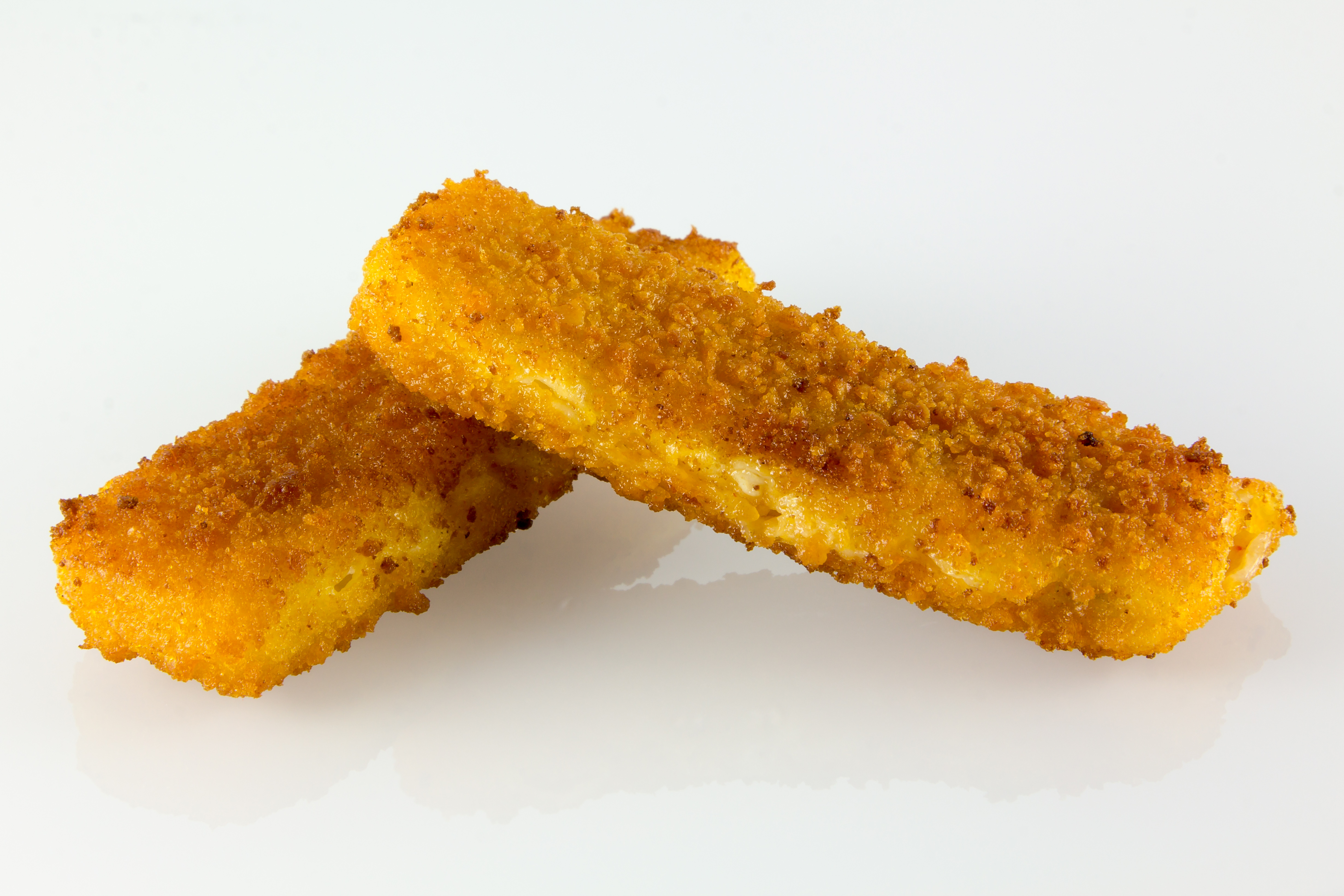
Bâtonnets de poisson pané.

Le poisson pané est une préparation culinaire consistant en un morceau de poisson recouvert de panure ou de chapelure et qui est par la suite frit à la poêle ou au four. Les morceaux peuvent être carrés, ovales, en forme de poisson. Il peut aussi simplement s'agir d'un filet de poisson levé. La panure peut être additionnée de persil ou d'épices.
Le poisson pané est très répandu dans les rayonnages surgelés des supermarchés occidentaux ou orientaux, et est souvent considéré comme un aliment pour enfant. Le poisson utilisé est habituellement du colin ou du cabillaud.

## Histoire
La commercialisation des poissons panés a commencé en 1953 lorsque la compagnie américaine Gorton-Pew Fisheries, maintenant connue sous le nom de Gorton's of Gloucester, a produit des poissons panés surgelés appelés Gorton’s Fish Sticks qui ont remporté le prix d'approbation du magazine Parents. Ce poisson est alors trempé dans du jaune d'œuf et recouvert de farine. Ensuite, le poisson est jeté dans de l'huile bouillante. À la fin de la cuisson, la panure est de couleur marron clair ou dorée.

## Appellations

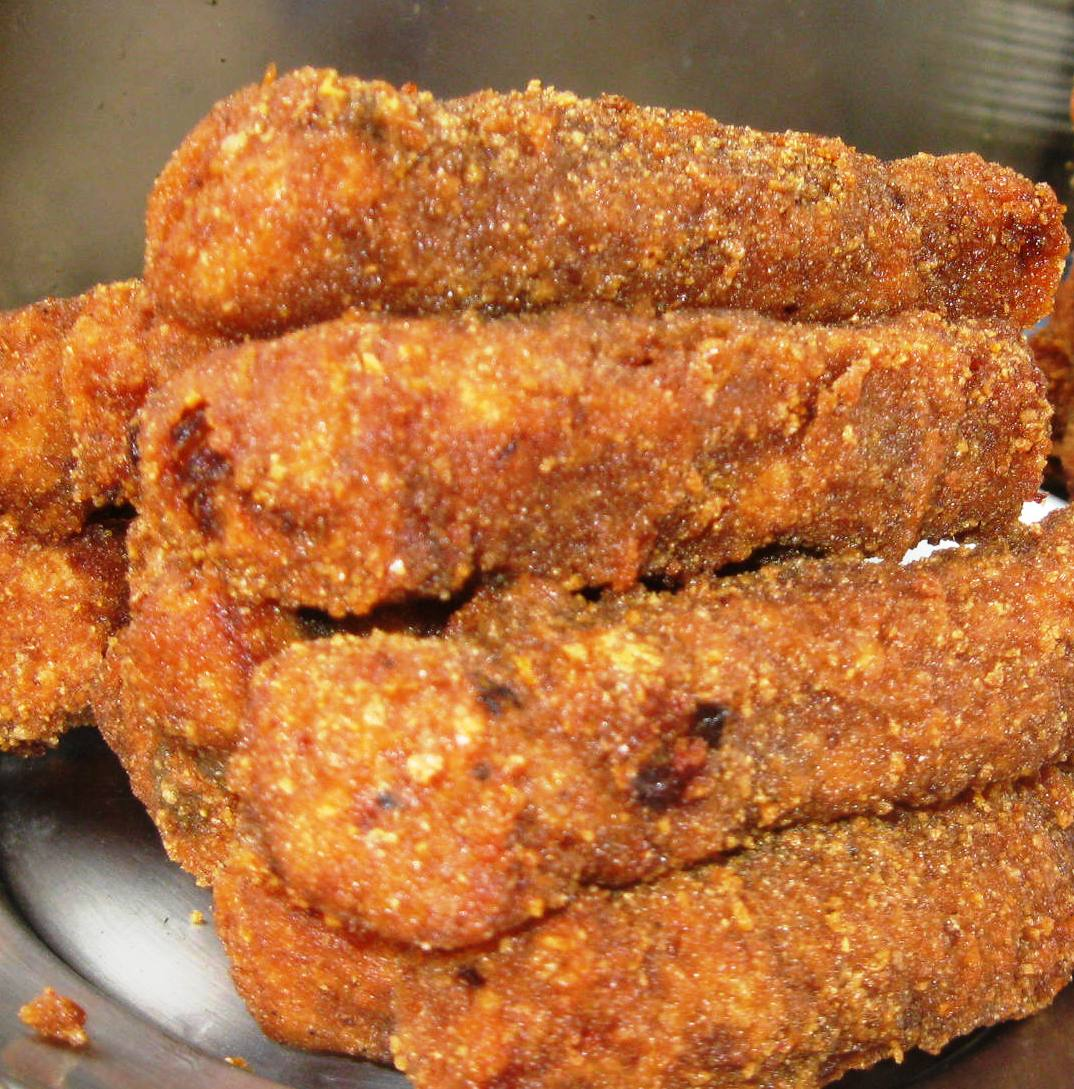
poisson pané

Bien qu'il existe différentes formes, la plupart des langues européennes désignent ce produit par allusion à la forme oblongue la plus courante, et non à sa composition (comme en français) ; ainsi, la langue anglaise le qualifie de fish finger, la langue allemande de Fischstäbchen, la langue espagnole de palito de pescado, la langue néerlandaise de visstick et langue polonaise de paluszki rybne, soit respectivement, littéralement « doigt de poisson », « baguette de poisson » et « bâtonnet de poisson ».